# Donald Goines
Donald Goines (ur. 15 grudnia 1936 lub 1937 w Detroit w stanie Michigan, zm. 21 października 1974 tamże) – amerykański pisarz oraz autor powieści kryminalnych, które wydawał pod pseudonimem Al C. Clark. Jego powieści były mocno inspirowane pracami Iceberg Slima.

## Biografia

### Życie
Goines urodził się 15 grudnia 1936 lub jak podają inne źródła tego dnia 1937, roku w Detroit w stanie Michigan w murzyńskiej rodzinie należącej do klasy średniej. Jego matka, Myrtle Goines, twierdziła, że jej rodzina pochodziła od Jeffersona Davida oraz niewolnicy. Jego rodzice prowadzili pralnie. W wieku 15 lat Goines dołączył do Sił Powietrznych Stanów Zjednoczonych, po tym, jak oszukał urząd, podając się za starszego i został wysłany na wojnę koreańską. Podczas swojego pobytu w wojsku, Goines uzależnił się od heroiny, które trwało do czasu jego honorowego zwolnienia z wojska w połowie lat 50. By zdobyć narkotyki, Goines wielokrotnie dopuszczał się zbrodni, w tym stręczycielstwa oraz kradzieży, za co kilkukrotnie odbył karę w więzieniu. Swoje pierwsze prace zaczął pisać w Więzieniu Stanowym Michigan. Początkowo zajął się pisaniem westernów, lecz po przeczytaniu biografii Iceberg Slima Pimp: The Story of My Life zajął się pisaniem powieści urban fiction.
Donald Goines kontynuował pisanie swoich powieści w błyskawicznym tempie, by zapewnić sobie pieniądze na narkotyki. Niektóre z jego książek zostały napisane w ciągu miesiąca. Jego siostra, Joan Goines Coney, dodała później, że jej brat pisał szybko, ponieważ nie chciał popełniać więcej zbrodni, a wiele postaci z jego książek oparta jest na ludziach, których poznał w prawdziwym życiu.
W 1974 roku Goines wydał Crime Partners, pierwszą książkę z serii Kenyatta. Szef wydawnictwa Holloway House, Bentley Morriss, zażądał, aby książki z serii Kenyatta, ukazały się nie pod oryginalnym imieniem i nazwiskiem autora, ale pod pseudonimem Al C. Clark, aby uniknąć niskiej sprzedaży spowodowanej dużą ilością książek Goinesa wydanych w krótkim odstępie czasu. Książka opowiadała o antagoniście nazwanym po kenijskim polityku Jomo Kenyattcie, który stoi na czele organizacji podobnej do Czarnych Panter, popularnej ówcześnie w USA, a której celem było uwolnić getto od przestępstw. Eddie B. Allen, w swojej książce Low Road: The Life and Legacy of Donald Goines, zauważył, że cała seria różniła się od innych prac Goinesa, a sama postać Kenyatty symbolizuje poczucie wyzwolenia dla Goinesa.

### Śmierć
21 października 1974 roku, Donald Goines został odnaleziony martwy wraz ze swoją konkubiną, Shirley Sailor, w swoim mieszkaniu w Detroit. Tamtego wieczoru policja otrzymała anonimowy telefon i przyjechała, znajdując Goinesa leżącego w salonie, a jego konkubinę w kuchni. Oboje zostali wielokrotnie postrzeleni w klatkę piersiową oraz głowę. Tożsamość mordercy do dziś pozostaje zagadką, tak samo, jak motyw zbrodni. Popularna teoria spiskowa mówiła o tym, że Goines został zamordowany, ponieważ wiele swoich postaci bazował na prawdziwych osobach z przestępczego świata, które poznał w swoim życiu. Inna głosiła zaś, że zginął z powodu długów, które zaciągnął na narkotyki.
Goines został później pochowany, a do trumny umieszczono kilka jego książek.

## Wpływ
Prace Goinesa były inspiracją dla wielu ludzi. Dużą popularność zyskał wśród raperów, zwłaszcza w latach 90., gdzie do jego osoby i/lub jego twórczości nawiązywali między innymi: Nas, Tupac Shakur, Ghostface Killah, Cappadonna i inni. Poniżej znajduje się kilka przykładów nawiązań do książek Donalda Goinesa w utworach hip-hopowych:
- W utworze „Tradin' War Stories” Tupaca Shakura wydanym w 1996 na albumie All Eyez on Me, Tupac rapuje: Machiavelli was my tutor Donald Goines, my father figure / mama sent me to go play with the drug dealers[6].
- W utworze „Real Brothas” amerykańskiego duetu B.G. Knocc Out / Dresta, ten drugi rapuje take a good look because you're looking at a crook / my life done been took, right out of Donald Goines' book[7].
- Nowojorska grupa Cru wydała utwór „Goines Tale”, w którym umieścili w tekście tytuły wszystkich książek autora[8].

Dwie książki Donalda Goinesa doczekały się również adaptacji filmowej. W 2003 roku ukazał się film Crime Partners, w reżyserii J. Jesses Smitha, którego scenariusz opiera się o powieść Goinesa o tym samym tytule. W 2004 roku Ernest R. Dickerson wyreżyserował film Nigdy nie umieraj sam (ang. Never Die ALone), oparty na książce Never Die Alone. Główną rolę odegrał raper DMX.
W 2006 roku, wydawnictwo Holloway House wydało adaptację książki Daddy Cool w formie powieści graficznej.

## Twórczość
| - Dopefiend (1971) - Whoreson (1972) - Black Gangster (1972) - Street Players (1973) - White Man's Justice, Black Man's Grief (1973) - Black Girl Lost (1974) - Eldorado Red (1974) - Swamp Man (1974) - Never Die Alone (1974) - Cry Revenge (1974) [jako Al C. Clark] - Daddy Cool (1974) - Inner City Hoodlum (1975) | - Crime Partners (1974) [jako Al C. Clark] - Death List (1974) [jako Al C. Clark] - Kenyatta's Escape (1974) [jako Al C. Clark] - Kenyatta's Last Hit (1975) [jako Al C. Clark] |